# Unlike U – Trainwriting in Berlin
Unlike U – Trainwriting in Berlin ist ein Dokumentarfilm aus dem Jahr 2011, der sich mit der Berliner Graffiti- bzw. Streetart-Kultur beschäftigt. Er wurde von Henrik Regel und Björn Birg produziert.

## Handlung
Der Film untersucht die Geschichte der Szene von Anfang an bis hin zur Gegenwart, dabei beschreibt er unter anderem die Gefühlswelt, das Leben und Denken der Graffiti-Künstler. So wird beispielsweise der Sprayer-Alltag in der Friedrichstraße während der Maueröffnung beschrieben.
Zu Anfang wird ein Disclaimer eingeblendet, der darüber informiert, dass sich die Produzenten vom Gezeigten distanzieren. Der Film zeigt unter anderem Interviews mit den Sprayern und von diesen selbst aufgenommene Videos, die sie beim Besprühen von Zügen und anderen Objekten darstellen.
Exemplarische Aussagen aus den Interviews sind unter anderem:

„Das ist so ein cooles Gefühl, da fährt so ein Blechkasten rein, und da ist dann einfach voll das fette Piece drauf und wenns dann so schön bunt geworden ist!“

„Berlin ist das New York von Europa!“

## Rechtsstreit mit den Berliner Verkehrsbetrieben
Im Juni 2012 gab das Landgericht Berlin einer Unterlassungsklage der BVG statt und untersagte somit die weitere Verbreitung des Films. Das Urteil wurde damit begründet, dass die zum Teil im Film ungenehmigt gezeigten Gebäude eine Eigentumsverletzung darstellen würden.
Nachdem die Produzenten in Berufung gingen, hob das Berliner Kammergericht am 25. Oktober 2012 das Urteil des Landgerichts auf. Das Kammergericht begründete dies mit der den Filmemachern zustehenden künstlerischen Freiheit, da der Film die Straftaten nicht forcieren, sondern lediglich abbilden und erklären würde.